# Meßkirch
Meßkirch este un oraș din districtul Sigmaringen, landul Baden-Württemberg, Germania.

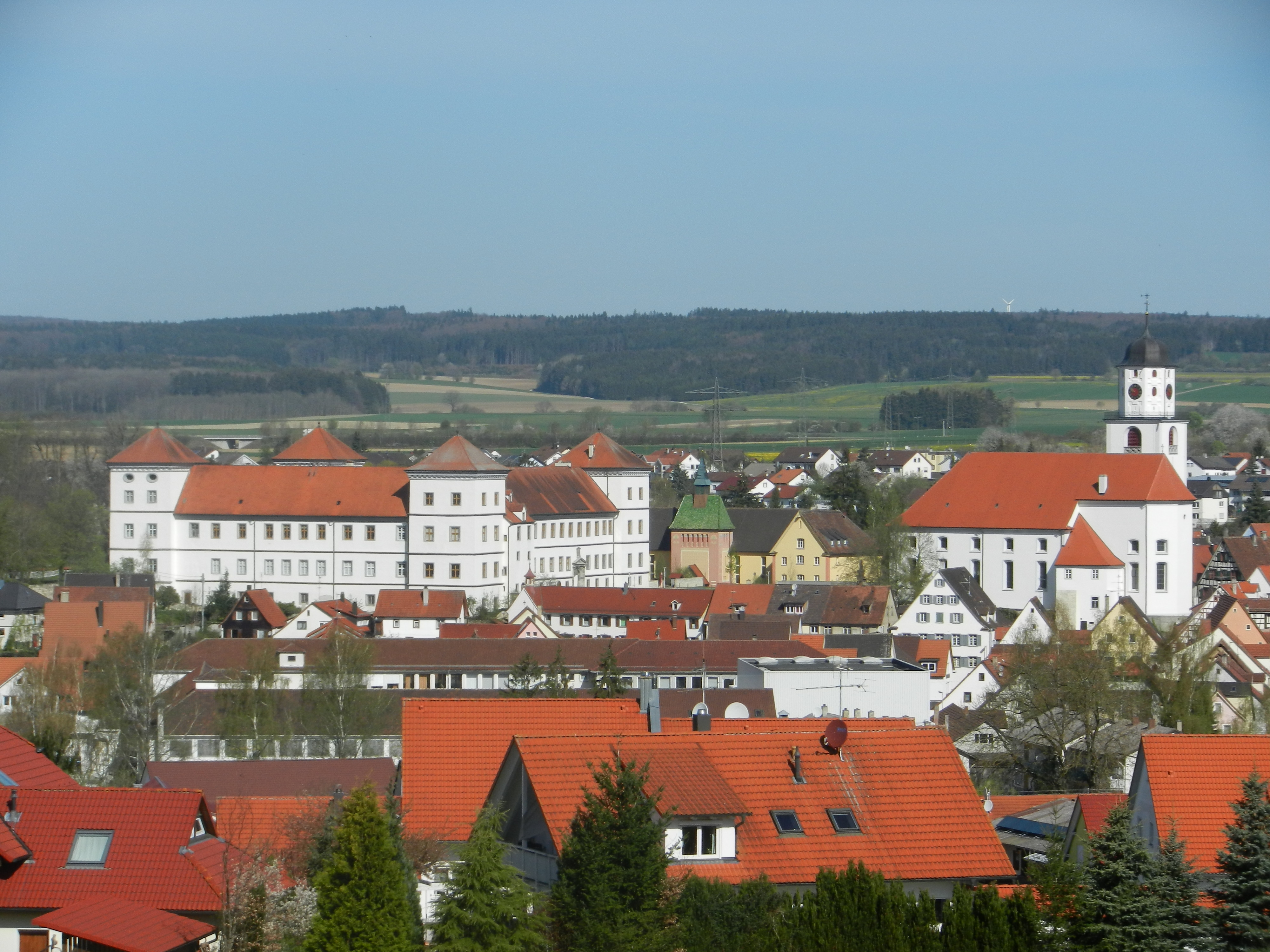

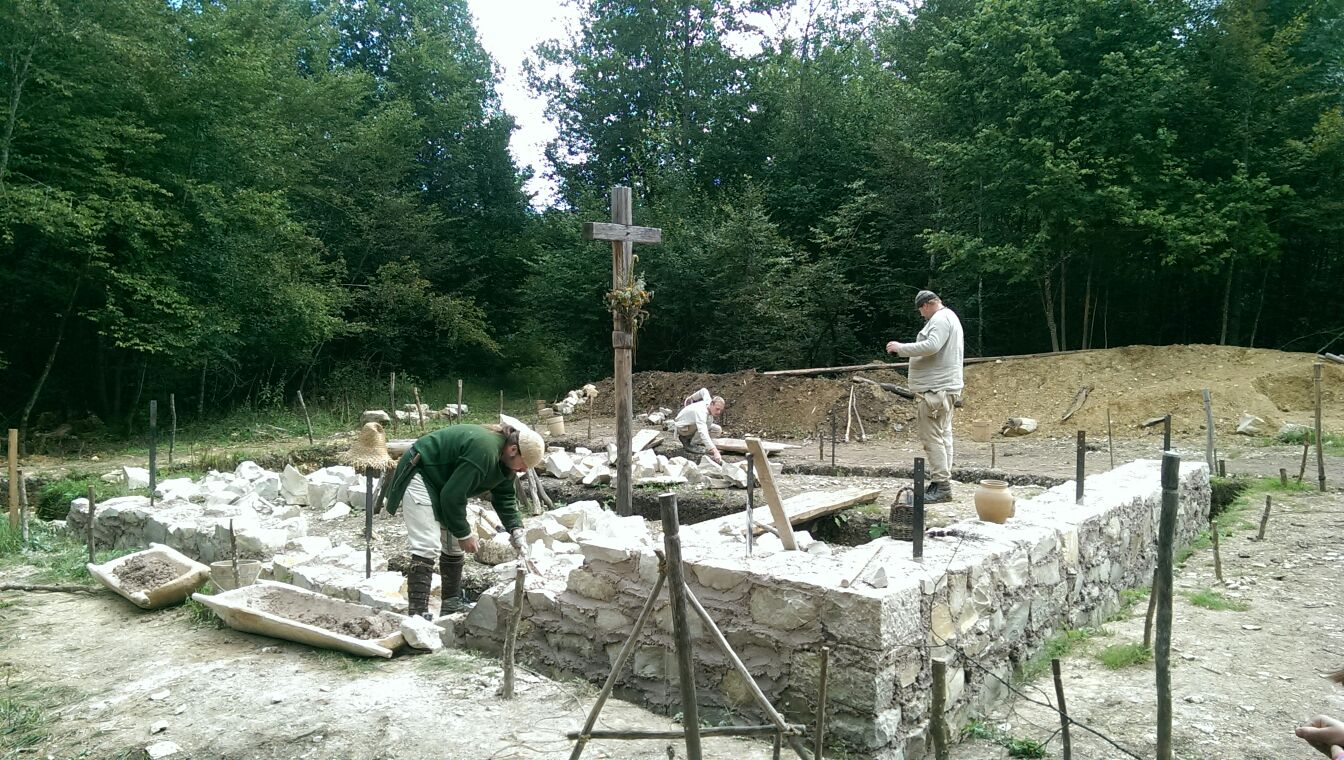
Campus Galli 2014 (en)

## Personalități
- Martin Heidegger (1889-1976), filosof

1. ↑  Alle politisch selbständigen Gemeinden mit ausgewählten Merkmalen am 31.12.2018 (4. Quartal) (în germană), Statistisches Bundesamt[*], arhivat din original la 10 martie 2019, accesat în 10 martie 2019
2. ↑  GeoNames